# Abdel Fattah al-Burhan
Abdel Fattah Abdelrahman al-Burhan (în arabă: عبد الفتاح عبد الرحمن البرهان, născut la 11 iulie 1960 este un militar si om politic sudanez, general-locotenent, care îndeplinește începând din august 2019  funcția de președinte al Consiliului Suveranității al Sudanului, care este conducătorul colectiv provizoriu al Sudanului, compus din șase civili și cinci militari. În aprilie-august 2019 a fost de facto șeful statului sudanez in calitatea de presedinte al Consiliului Militar Provizoriu, dupa demisia lui Ahmed Awad Ibn Auf.
Adjunctul lui Al-Burhan este Mohammed Hamdan Daglo, care în trecut sub numele de „Hemeti” a comandat una din brigăzile forțelor rău famate Janjawid implicate în războiul civil din Darfur. 
Înainte a fost inspectorul general al Fortelor Armate Sudaneze.  
Recordul său a fost considerat mai nepătat în comparație cu majoritatea generalilor sudanezi. În cursul Revoluției Sudaneze s-a întâlnit cu protestatarii și le-a ascultat doleanțele. 
În mai 2019 Al Burhan a efectuat prima sa vizită în străinătate pentru a-l întâlni pe președintele Egiptului, Abdel Fattah el-Sisi.  A doua sa vizită a avut drept obiectiv Emiratele Arabe Unite.

## Biografie

### Copilărie și tinerețe
Abdel Fattah al-Burhan s-a născut în satul Qandto din Statul Nil din nordul Sudanului, într-o familie musulmană religioasă.  După ce a învățat la școala elementară și medie din sat, a plecat la Shendi, pentru terminarea studiilor de liceu , iar apoi a studiat la Colegiul Militar Sudanez.

### Cariera militară
După absolvirea Academiei militare, al-Burhan a rămas ca militar la Khartum, de unde a fost trimis pe fronturile din Războiul civil din Darfur  și Al Doilea Război Sudanez  care s-a soldat cu dezlipirea Sudanului de Sud.
Al-Burhan a servit în forțele de grăniceri, devenind ulterior comandantul acestora, apoi șef adjunct al comandamentului Forțelor de uscat. A fozt un timp atașat militar al Sudanului în R.P.Chineză. Al-Burhan a făcut antrenamente militare în Egipt și Iordania, iar in 2018 a fost numit comandantul trupelor de uscat. 
În februarie 2018 a fost numit  șef al Statului Major și apoi inspector general al armatei sudaneze. 
 
În 26 februarie 2019 în timpul masivelor demonstrații de protest care au curemurat țara, cerând căderea regimului Omar al Bashir, Al -Burhan a fost înălțat la rangul de general-locotenent.
După răsturnarea generalului Bashir, regimul de tranziție condus de o coaliție de militari și civili s-a instalat pentru o perioadă prevăzută de circa doi ani. La 3 iunie 2019 forțele de ordine sudaneze au reprimat manifestații la Khartum, omorând circa 30 manifestanți. De asemenea a fost suspendată activitatea internetului în țară.